# Blechwarenfabrik Limburg
Die Blechwarenfabrik Limburg GmbH ist ein im Jahr 1872 gegründeter Verpackungshersteller für chemisch-technische Füllgüter mit Sitz in Limburg an der Lahn in Deutschland. Mit über 300 Mitarbeitern ist die Blechwarenfabrik Limburg GmbH einer der größten industriellen Arbeitgeber im Umkreis Limburgs.

## Geschichte

### 1872–1903

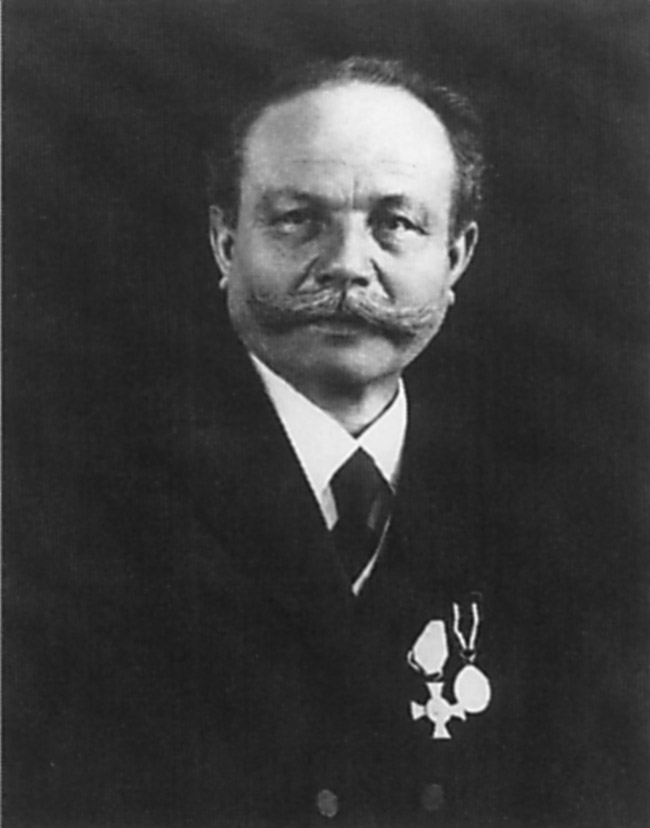
Gründer Joseph Heppel 1872

Der Spenglermeister Joseph Heppel beantragte im Juli 1872 beim Königlichen Amt zu Limburg die Errichtung einer Werkstätte nebst Schuppen hinter seinem Wohnhaus in der Frankfurter Vorstadt in Limburg an der Lahn. Dort stellte er ab 1873 Konservendosen unter anderem für die Rheingauer Conserven-Fabrik zu Erbach von Remy & Kohlhaas und die Conserven-Fabrik Max Koch Braunschweig her. Erste Anzeigen auch für Messgeräte wurden ab Januar 1877 im Limburger Anzeiger veröffentlicht.
Im Jahr 1898 bezog das Unternehmen einen Neubau mit ca. 4.700 Quadratmetern in der Diezer Straße 65 / Stiftstraße und firmierte fortan unter Fabrik für Blechemballagen lackierte u. bedruckte Bleche u. Blechplakate Lithographie und Blechdruckerei Joseph Heppel. Zur gleichen Zeit entstand auf dem Nachbargrundstück die Heppel-Villa als Privathaus.

### 1904–1923

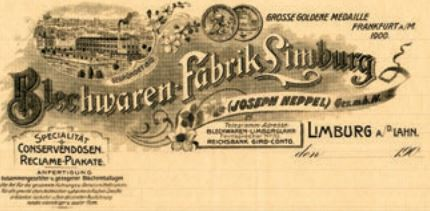
Briefkopf der Blechwarenfabrik mit Hinweis auf den Firmengründer bis 1914

Zum 1. Januar 1904 verkaufte Joseph Heppel seine Fabrik an ein Konsortium bestehend aus Friedrich Obenauer und dessen Sohn Albert, die seit 1864 in Saarbrücken ein Material- und Farbwaren-Geschäft betrieben, sowie an Carl Deidesheimer aus Neustadt an der Haardt. Albert Obenauer und Carl Deidesheimer wurden Geschäftsführer der Blechwarenfabrik Limburg Joseph Heppel. Zu dem Zeitpunkt war das Unternehmen mit 100 Beschäftigten das größte industrielle Unternehmen in Limburg.
In den Jahren 1905 bis 1909 wurden verschiedene Patente international eingereicht, unter anderem 1906 ein Patent für eine Konservenbüchse mit doppeltem, zur Aufnahme einer ohne Luftzufuhr verbrennenden Heizpatrone dienendem Boden, was noch heute in den USA bei Nescafe discard self-heating cans angewandt wird.
Im Jahr 1908 wurde ein Gleisanschluss bis auf den Werkhof eingerichtet und 1911 die größte Flachdruck-Schnellpresse, die bisher in Deutschland für Blechdruck gebaut worden war, in Betrieb genommen. Am 2. Februar 1913 kaufte die Blechwarenfabrik Limburg die Blechemballagenfabrik von Heinrich Peters in Grötzenberg. Mit der Eintragung in das Handelsregister vom 16. April 1914 änderte das Unternehmen seinen Namen in Blechwarenfabrik Limburg GmbH ohne den Zusatz Joseph Heppel.
Noch vor dem Ersten Weltkrieg wurde das Fabrikgebäude an der Stiftstraße an beiden Seiten durch zwei Anbauten für Druckerei und Lackiererei erweitert. 1920 erwarb die Blechwarenfabrik Limburg ein Patent für die Herstellung von Kunstholz und gründete am 20. März 1922 die „Nassauische Kunstmanufaktur GmbH“ (NAKUM) als Tochtergesellschaft für die neuartige Produktion von Kunststoffteilen im Formenguss. Mit dieser Technologie war die NAKUM ihrer Zeit weit voraus und fertigte fortan auf dem Gelände der Blechwarenfabrik Stiftstraße Ecke Schaumburger Straße unter anderem holzimitierende Werbeschilder, Wandkalender oder Wappen aus Biokunststoff.
Am 28. Dezember 1922 war die Blechwarenfabrik Limburg Mitbegründerin der „Badische Blechpackungswerk GmbH“, die in Kooperation mit einigen anderen Konservendosenherstellern in Karlsruhe eingerichtet wurde. 1923 beteiligte sie sich zudem an der „Saarländischen Kartonage & Blechemballage AG“ in Saarbrücken.

### 1924–1933
Am 24. September 1926 wurden die Betriebsgebäude der NAKUM bei einem Großbrand zerstört. Zum 1. April 1927 übernahm die Blechwarenfabrik Limburg den Betrieb stillgelegter Fabriken von der Schillerwerk A.G. in Godesberg. Anfangs gemietet, wurden sie zum 1. August 1927 aufgekauft. Im gleichen Jahr wurde in Limburg eine zweite Flachdruck-Schnellpresse für den Steindruck (Lithographie) angeschafft. Ab 1929 geriet das Unternehmen infolge der Weltwirtschaftskrise in Schwierigkeiten. Die Zahl der Arbeiter im Werk Limburg wurde im Verlauf des Jahres 1930 von 189 auf 117 reduziert. Das Werk in Godesberg war mehrere Wochen geschlossen und produzierte nur noch in der Eimerabteilung mit 18 Mitarbeitern. Carl Deidesheimer starb im Juni 1930. Sein Sohn, Hermann Deidesheimer, bisher Prokurist in Godesberg, wurde 1932 zum Geschäftsführer bestellt.
Auf Betreiben der Nassauischen Landesbank erfolgte im Frühjahr 1932 eine Umschuldung, bei der die Anteile am Badischen Blechpackungswerk je zur Hälfte an Gustav und Friedrich Obenauer verkauft wurden. Im August 1932 wurden die Stimmrechte aller Gesellschafter für seit 1930 bestehende Warenkredite an die Eisengroßhandlung Otto Wolff OHG übertragen. In Folge schied Albert Obenauer am 17. September 1932 als letzter Familienvertreter aus der Geschäftsleitung aus, und Karl Wefelmeier wurde zum Geschäftsführer bestellt. Mit Vertrag vom 14. Dezember 1933 zwischen den Gesellschaftern der Blechwarenfabrik Limburg und den Firmen Otto Wolff und Obernauer über die Übernahme zwecks Sanierung wurden die Geschäftsanteile von Wefelmeier, die dieser seit Oktober 1933 besaß, an Otto Wolff verpfändet. Die Firma Obenauer übernahm Anteile von mehr als 27 Prozent. Die übrigen Anteile blieben in Privatbesitz, 50 Prozent bei der Familie Obernauer und 19 Prozent bei der Gruppe Deidesheimer.

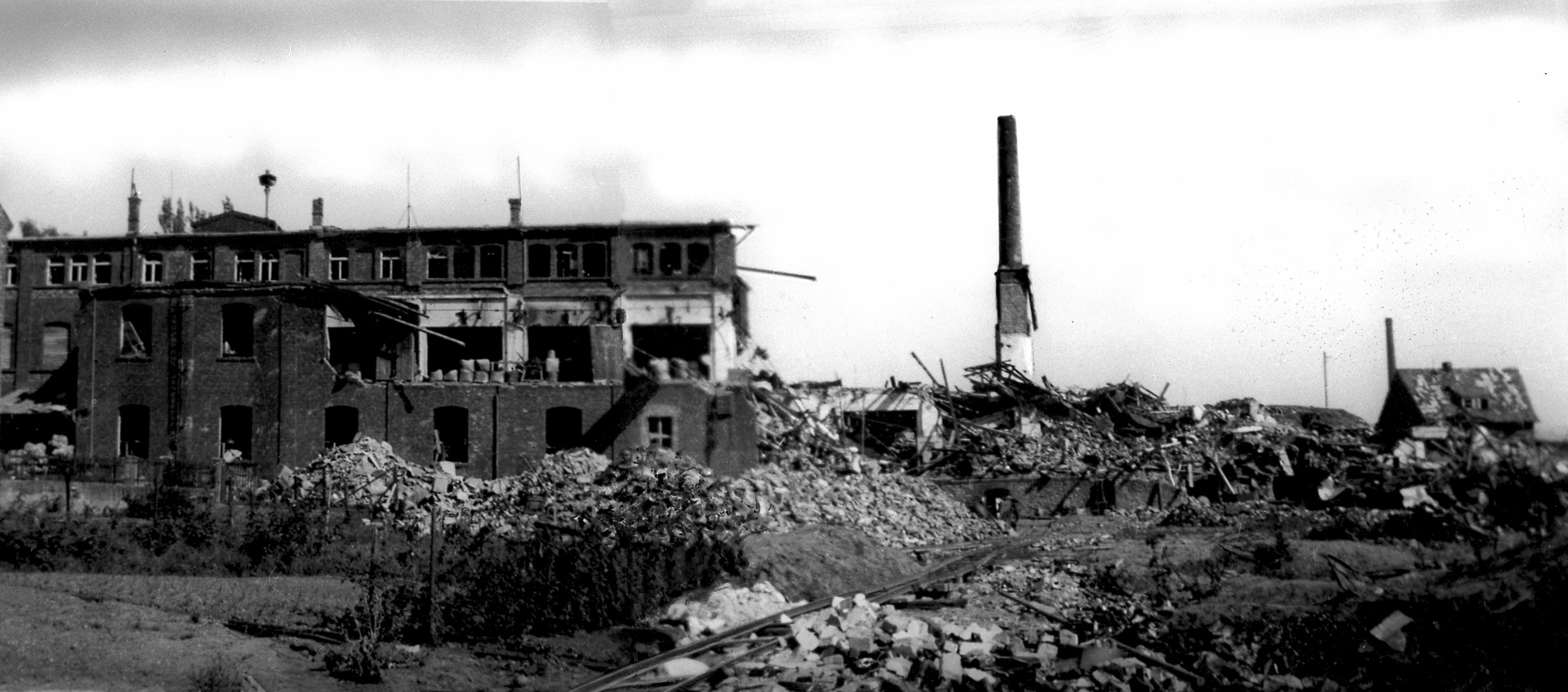
Blechwarenfabrik Limburg nach Bombenangriff 1945

### 1934–1945
In den Jahren 1936/37 verkaufte die Blechwarenfabrik die Zweigfirmen Godesberg (1936) und Grötzenberg (1937). Der Umsatz im Jahr 1936 betrug 1,6 Mio. Reichsmark.
Mit Beginn des Zweiten Weltkriegs hatte die Blechwarenfabrik auf Basis des Wehrleistungs-Gesetzes Lastwagen freigestellt, führte im Übrigen aber während des ganzen Krieges keine direkte Kriegsfertigung aus. Die Produktion lag überwiegend bei Lebensmittelpackungen aus Blech, Pappe und Papier. Im Kassenbuch des Unternehmens finden sich seit November 1940 Ausgaben für Kriegsgefangene und Zwangsarbeiter sowie gesondert aufgeführte Ausgaben für das nahegelegene Kriegsgefangenenlager Stalag XII A. Ab September 1944 waren die Versandmöglichkeit wegen Streckensperren und Waggonmangel eingeschränkt. Auch Fliegeralarme verhinderten zunehmend die Produktion. Eine Bombardierung am 23. Dezember 1944 verursachte nur leichte Schäden. Bei dem letzten Luftangriff auf Limburg, einen Tag vor der Einnahme Limburgs durch die Amerikaner, wurde das Werk am 25. März 1945 fast vollständig zerstört.

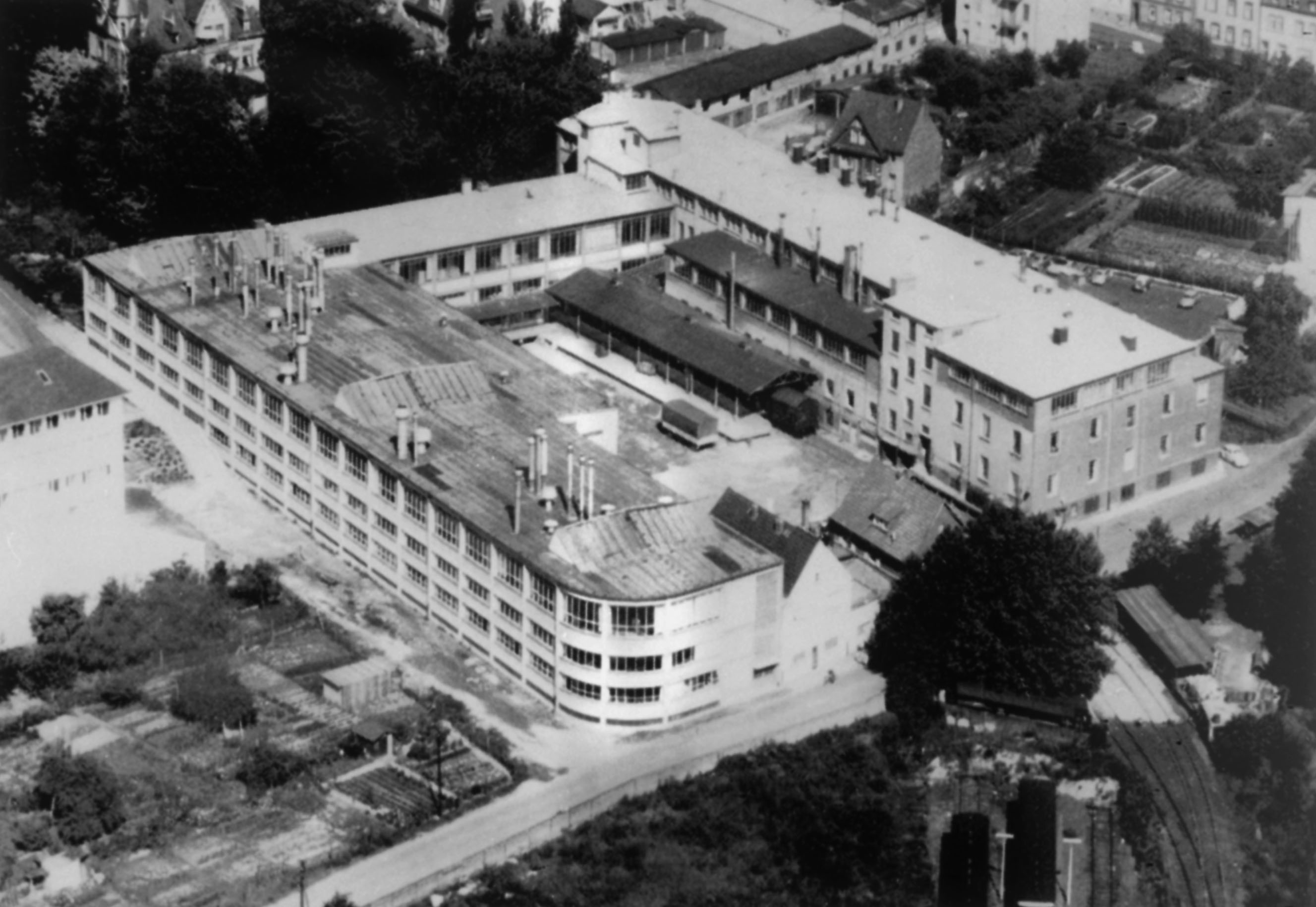
Blechwarenfabrik Limburg im Jahr 1961

### 1946–1964
Ab 1947 wurde mit Hilfe der Mitarbeiter das Unternehmen wieder aufgebaut. Die Produktion bestand zunächst aus Konservendosen, deren Böden und Deckel aus gebrauchten amerikanischen Milchpulverdosen hergestellt wurden. Diese waren dazu aufgeschnitten und geglättet worden. Mit der Währungsreform 1948 begann auch bei der Blechwarenfabrik Limburg der wirtschaftliche Aufschwung. Es folgte die Produktion der aus Schwarzblech hergestellten Degussa-Trommeln in einer Baracke im Hof. Mit aufgedrucktem Totenkopfzeichen wiesen sie auf Gift hin. In ihnen wurde unter anderem Kalium abgefüllt. Ab 1951 erweiterte man die Produktionspalette durch die Herstellung von Kronkorken. Erste Abnehmer waren die Limburger Brauerei Busch sowie ab 1955 die Oberselters Heil- und Mineralquellen GmbH in Camberg. Bis 1953 waren alle Kriegsschäden beseitigt. Anstelle des alten Lagerschuppens wurde bis Ende 1954 ein massives dreistöckiges Fabrikgebäude mit ca. 2.000 Quadratmetern Nutzfläche erbaut. In den ersten Stock wurde die Eimerproduktion verlegt. Die Kronkorkenabteilung zog vom Dachboden des Altbaus in den zweiten Stock des Neubaus. Die Flachdruck-Schnellpresse aus dem Jahr 1927 war noch bis 1954 im Einsatz. Danach wurde von Steindruck auf den moderneren Offsetdruck umgestellt. Zu dem Zeitpunkt erwirtschafteten 272 Mitarbeiter 7,1 Mio. DM Umsatz.

### 1965–1979
1972 wurde eine weitere unterkellerte Produktions- und Lagerhalle mit 5.000 Quadratmetern Nutzfläche in Richtung Westen entlang der Schaumburger Straße fertiggestellt, und das Unternehmen feierte sein 100-jähriges Jubiläum. Zu diesem Anlass erschien eine Jubiläumsfestschrift. Mit der Verlagerung in die neue Halle und Investitionen in neue Maschinen wurde der Fertigungsablauf der Kronkorkenproduktion modernisiert und die Kapazität vergrößert. Gleichzeitig erfolgte die Umstellung des Versands auf Europaletten und das Dachgeschoss im Altbau Stiftstraße verlor seine Bedeutung. Mitte der 1970er Jahre produzierten vier Challahan-Stanzen bis zu 1,4 Milliarden Kronkorken im Jahr und das Unternehmen erwirtschaftete mit 343 Mitarbeitern 24,8 Mio. DM Umsatz.
In den Jahren 1975 bis 1977 wurden insgesamt 6,5 Mio. DM in neue Maschinen und Anlagen investiert, darunter eine neue Druckmaschine, eine neue Lackieranlage sowie energiesparende Trocknungsanlagen auf Basis ultravioletter Strahlung. Ein neu erbautes Fertigwarenlager mit 3.000 Quadratmetern Lagerfläche in der Weserstraße wurde im Februar 1980 in Betrieb genommen. Dadurch vergrößerte sich die Fabrikations- und Lagerfläche der Blechwarenfabrik auf 27.000 Quadratmeter. 1988 erwarb die Blechwarenfabrik die „Heppel-Villa“ mit dem Nachbargrundstück in der Diezer Straße 67 vom Ur-Enkel des Firmengründers Joseph Heppel und restaurierte das denkmalgeschützte Gebäude aus dem Jahr 1897.

### 1980–2000
Mit der Produktion von Kunststoffverschlüssen für Blechgebinde sollte das Angebot erweitert werden. Hierzu wurde 1992 auf dem ehemaligen Betriebsgrundstück des Bauunternehmens Lellmann in der Rudolf-Schuy-Straße das Werk 2 mit 2.057 Quadratmetern Nutzfläche errichtet. Die Einweihung erfolgte am 12. November 1992. Die Verlagerung der Kronkorkenfertigung in das neue Gebäude und die Kanisterfertigung in der freigewordenen Fertigungshalle schuf Platz für neue Investitionen und technische Verbesserungen.
Am 27. Januar 1998 stellte die Blechwarenfabrik den Bauantrag für einen weiteren Neubau, zu dessen Realisierung die Heppel-Villa gegen das Grundstück der Selbständigen Evangelisch-Lutherischen St. Johannes-Gemeinde Limburg in der Wiesletstraße eingetauscht wurde. Der Neubau wurde Juni 1999 eingeweiht. Die Baukosten betrugen 8 Mio. DM, weitere vier Mio. DM wurden in neue Maschinen und Anlagen investiert, darunter eine automatische Folienkonfektionierung. Im Juni 2000 wurde das Gebäude von der hessischen Architektenkammer für den „Tag der Architektur 2000“ als vorzeigenswert ausgewählt.

### 2001 bis 2019

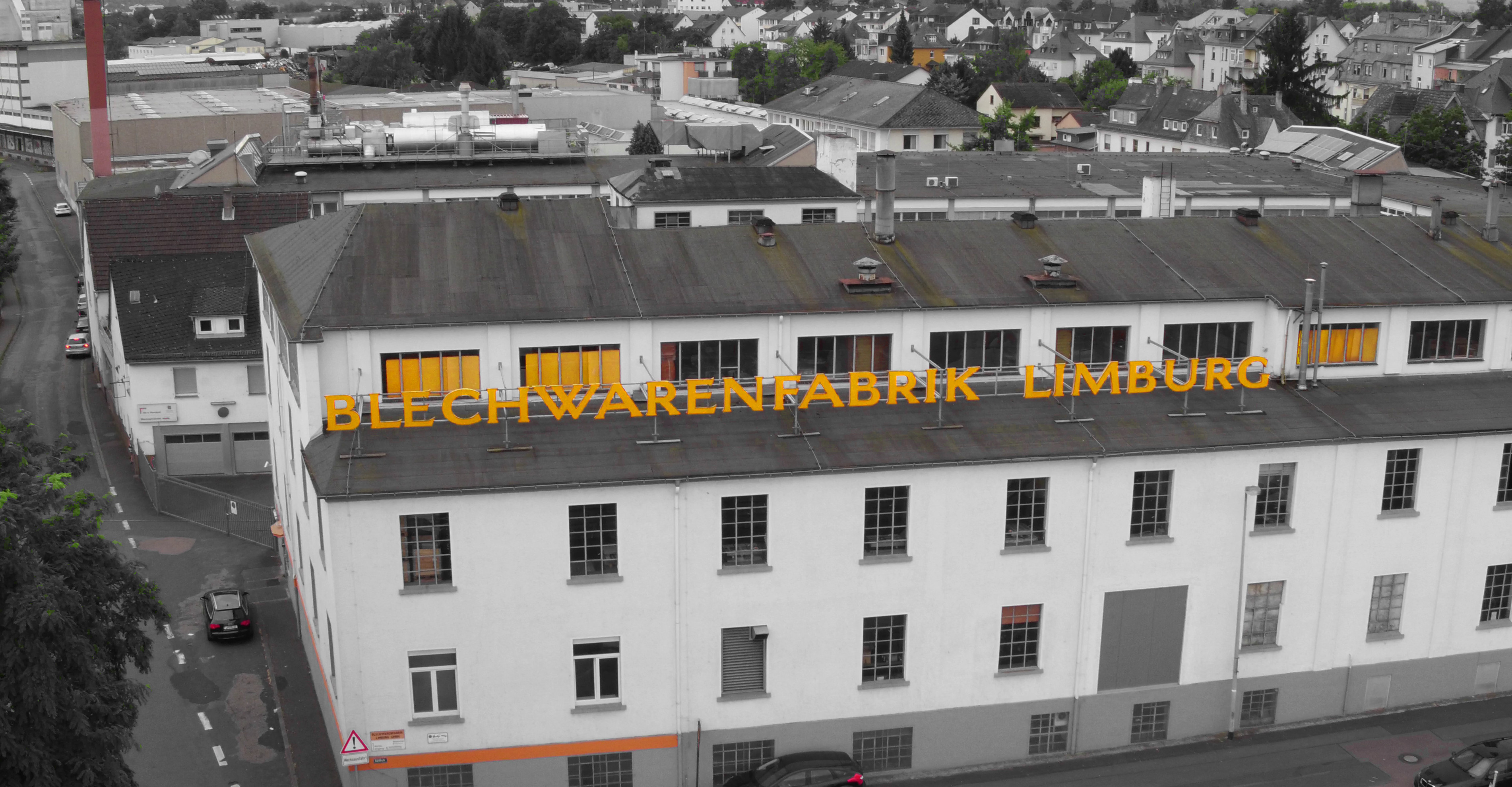
Stammsitz in Limburg bis 2018

Bis Ende der 1990er Jahre verfügte die Blechwarenfabrik noch über einen eigenen Fuhrpark mit 13 Lkw. Seit 2000 werden die Kunden durch Speditionen beliefert. 2001 wurde die erste von vier Kunststoffspritzmaschinen zur Herstellung von Kunststoffkombidosen angeschafft sowie eine Sechs-Farben-Druckmaschine mit einer Kapazität von 7.000 Blechtafeln pro Stunde und einer CTP-Anlage (Computer-To-Plate).
Zum 1. April 2003 wurde in der Heinrich-Hertz-Straße im Industriegebiet der Nachbarstadt Diez ein neues Logistikzentrum mit 5.400 Quadratmetern Fläche bezogen. Das Werk 2 wurde ab 2004 an die Lebenshilfe Limburg vermietet und die RABA Verpackungen GmbH in Köln erworben. 2006 investierte das Unternehmen in die vollautomatische Produktionslinie Lanico RCL zur Herstellung von konischen und zylindrischen Kanistern sowie unter dem Namen LIFOKA (Limburger Folien Kaschierung) in ein neuartiges Konzept für die Innenbeschichtung von Blechen mit PET-Folie als Korrosionsschutz.
Im Jahr 2007 gründete die Blechwarenfabrik Limburg GmbH in Kooperation mit der italienischen Giorgio Fanti SpA, Bologna die Innovative Canmakers Europe ( I.C.E. SE.).

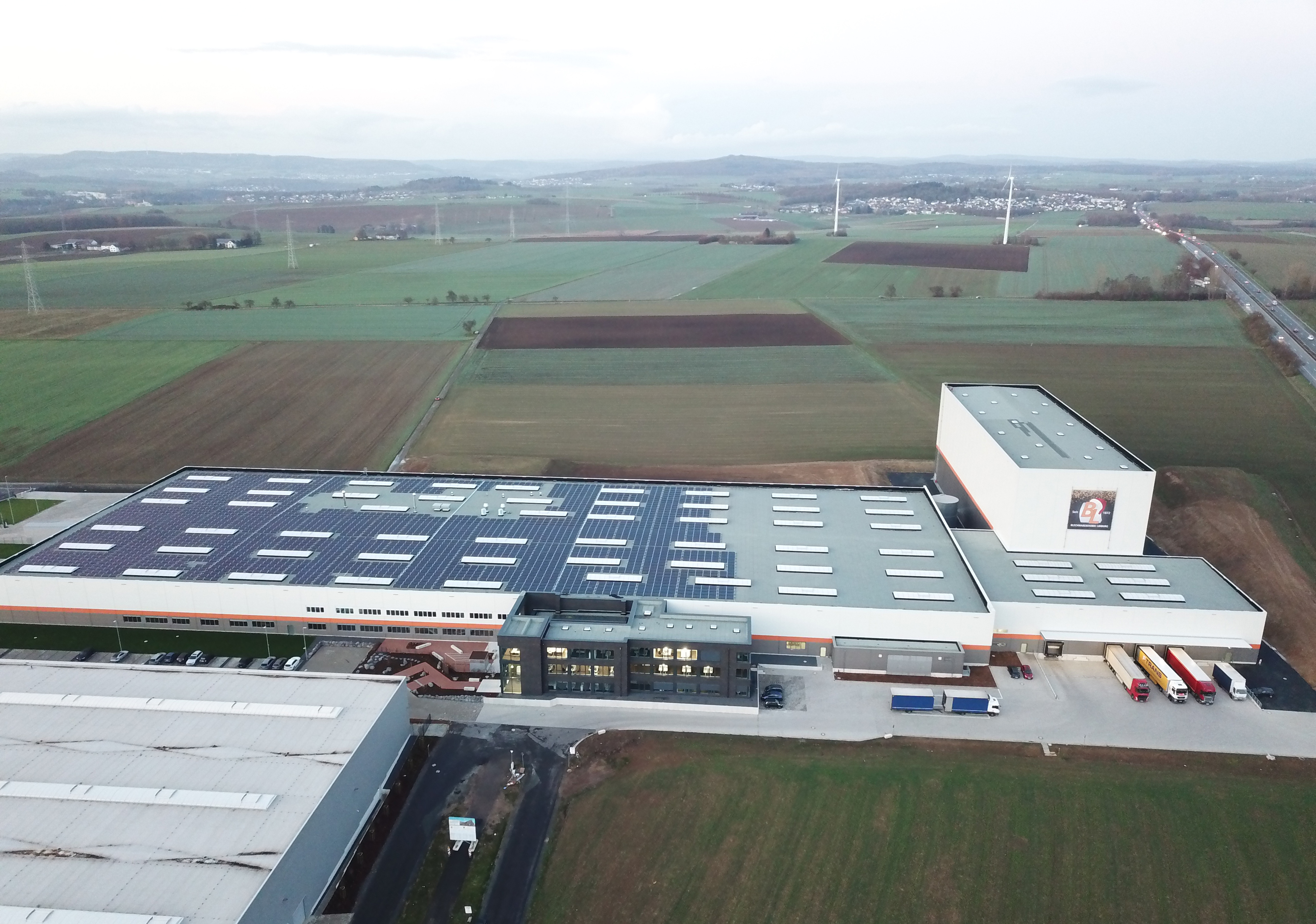
Neuer Firmensitz in Limburg/Offheim

Im Jahr 2008 wurde in Neustadt (Wied) eine neue Produktionshalle mit 7.500 Quadratmetern Nutzfläche bezugsfertig. Die RABA verlegte ihren Standort, und die bisher in Köln und Limburg erfolgte Eimerproduktion wurde dort zusammengefasst. Um die Aktivitäten im russischen Markt auszubauen, kam im selben Jahr das Tochterunternehmen I.C.E. Russia LLC hinzu. 56 Mitarbeiter produzieren dort Verpackungen für die chemisch-technische Industrie. 2010 wurde mit der Fabryka Puszek Skarbimierz Polska Sp. z o.o. (FPS) im polnischen Skarbimierz Osiedle ein weiterer Standort für die Produktion von Kanistern und Dosen akquiriert.
Hauptgesellschafter ist bis heute die Firma Obenauer GmbH, Saarbrücken, die sich im Besitz der Familie Hempel, Nachkommen von Friedrich Obenauer, befindet. Im Jahr 2015 gab Hugo Trappmann die Position als Hauptgeschäftsführer an seinen Sohn Hugo Sebastian Trappmann ab.
Im Juni 2016 erfolgte der erste Spatenstich für ein neues Hauptwerk in Limburg-Offheim. Dort wurden ein Verwaltungsgebäude, eine Produktionshalle und ein Hochregallager errichtet.
Zum 1. Mai 2018 hat die Blechwarenfabrik Limburg GmbH den dänischen Metallverpackungshersteller Baltic Packaging A/S aus Kopenhagen-Kastrup übernommen. Im November 2018 stellte das Unternehmen den neuen Firmenkomplex fertig und begann mit dem Umzug vom alten in das neue Gebäude, der Anfang 2021 abgeschlossen war. Die Fabrik verarbeitet jährlich rund 20.000 Tonnen Stahl. Hauptprodukt sind Spezialverpackungen für chemisch-technische Füllgüter. Für den vorherigen Firmensitz ist eine Umwandlung in ein gemischt genutztes Quartier mit Wohnungen, Büro- und anderen Gewerbeeinheiten vorgesehen.

### 2020 bis heute
Im Jahr 2020 gewann das Unternehmen den Deutschen Umweltpreis.
| Geschäftsführer          | von … bis … |
| ------------------------ | ----------- |
| Joseph Heppel            | 1872–1904   |
| Albert Obenauer          | 1904–1932   |
| Carl Deidesheimer        | 1904–1930   |
| Hermann Deidesheimer     | 1932–1934   |
| Karl Wefelmeier          | 1932–1936   |
| Anton Wilhelm Becker     | 1936–1965   |
| Otto Hässlein            | 1936–1961   |
| Willy Stolte             | 1965–1969   |
| Hermann Tietz            | 1969–1991   |
| Edmund Lang              | 1969–1994   |
| Hans Lechner             | 1994–2000   |
| Andreas Stedtfeld        | 1994–1996   |
| Paul Trost               | 1996–2002   |
| Hugo Trappmann           | 2000–2015   |
| Hiltrud Weimar           | 2008–2022   |
| Thorsten Hack            | 2008–2020   |
| Thomas Fachinger         | 2008–heute  |
| Hugo Sebastian Trappmann | 2015–heute  |
| Annika Roth              | 2020–heute  |

## Unternehmensstruktur
Hauptgesellschafter sind die Obenauer GmbH in Saarbrücken (79,99 %) und die Familie Trappmann (20 %).
Das Unternehmen produziert international an vier Standorten:
- Limburg an der Lahn,
- Skarbimierz Osiedle (Polen),[7]
- Twer (Russland),[7][41]
- Kopenhagen-Kastrup (Dänemark).[34]

## Firmenbauwerke

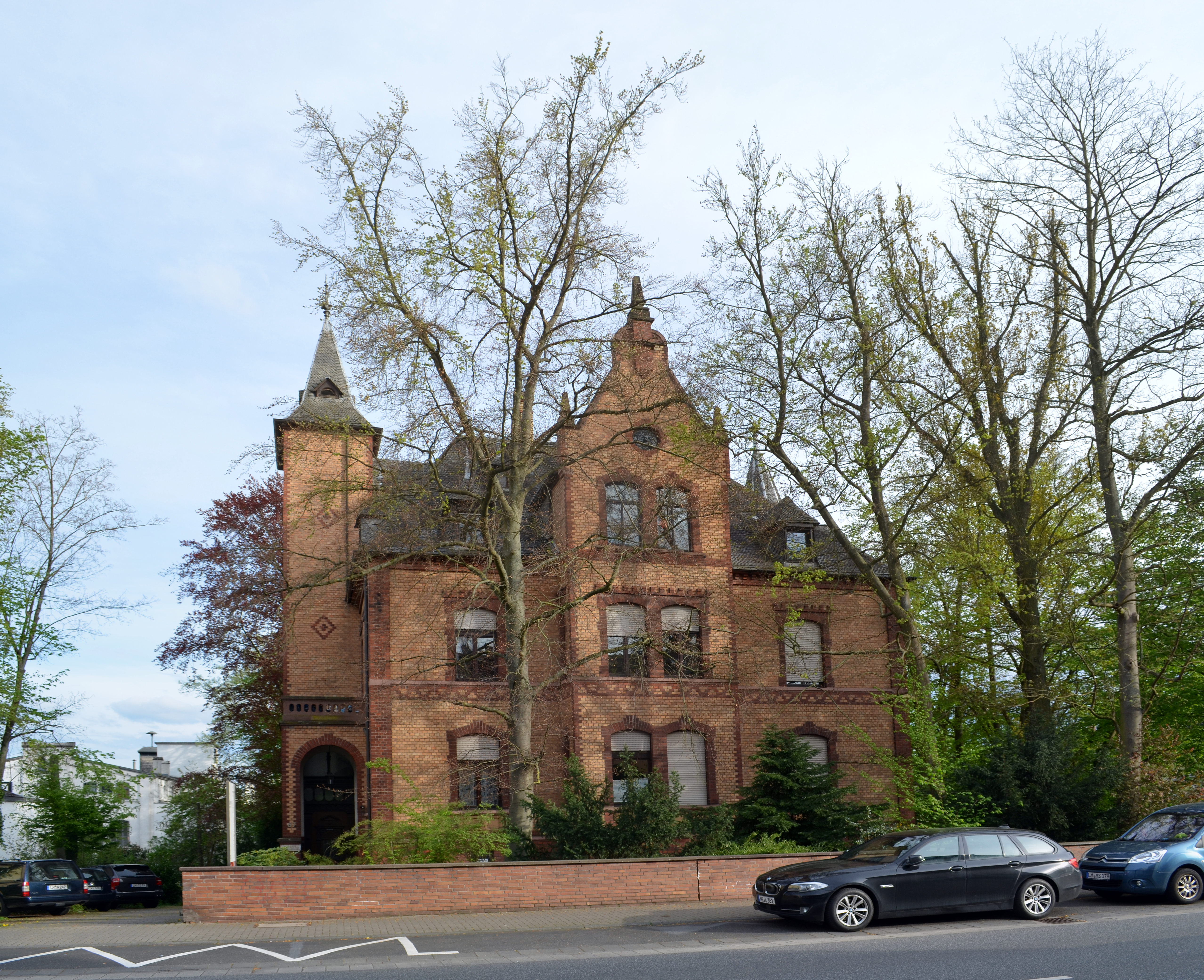
Heppel-Villa

- Heppel-Villa, repräsentative Villa des Fabrikanten Joseph Heppel in der Diezer Straße 67 in Limburg. Der historistische Ziegelbau wurde ab 1897 von David Brötz erbaut und steht heute unter Denkmalschutz (53071).[42]
- Georgsbrunnen, gestiftet vom Limburger Ehrenbürger Joseph Heppel 1910[43]
- Teile der Skulpturenausstattung an der Kreuzkapelle auf dem Greifenberg wurden von Joseph Heppel gestiftet.

## Produkte
Das Unternehmen produziert chemisch-technische Verpackungen aus den Materialien Weißblech und Kunststoff u. a. für Farben, Lacke und Lasuren. So z. B. Kanister, Flaschen, Ringdosen / Ringeimer, Konische Eimer, 2-K-Verpackungen, Tellerdeckeldosen und Kombidosen.

## Limburger Folien-Kaschierung
LIFOKA, ein eingetragenes Warenzeichen der Blechwarenfabrik Limburg, ist ein Verfahren zur Innenbeschichtung von Weißblechgebinden, um das Blech vor Korrosion zu schützen. Bei diesem Verfahren wird eine 12 μm starke PET-Folie auf das Blech aufgebracht. Durch dieses Verfahren können Füllgüter, die sich nicht mit der herkömmlichen Lackbeschichtung vertragen, in ein Gebinde mit einer PET-Innenbeschichtung abgefüllt werden.

## Auszeichnungen
- Große Goldene Medaille 1900, verliehen von Prinzessin Margarethe von Preußen auf der ersten Internationalen Kochkunstausstellung in Frankfurt.[47]
- Can of the year awards 2006 (Kategorie „General Line“ – Gold),[48] 2009 (Kategorie „General Line“ – Silber),[49] 2011 (Kategorie: „Ends, Caps & Closures“ – Bronze)[50] des Canmaker Magazine.
- Deutscher Materialeffizenzpreis 2009 des Bundesministeriums für Wirtschaft und Technologie[51]
- Großer Preis des Mittelstandes 2011 der Oskar-Patzelt-Stiftung[52][53]
- Aufnahme in die Exzellenzinitiative Klimaschutz-Unternehmen, 2018[54]
- Umweltpreis der Bundesstiftung Umwelt für Annika und Hugo Sebastian Trappmann, 2020 für „Maßstäbe setzende Energie- und Ressourceneffizienz“[55] (gemeinsam mit Ottmar Edenhofer). Die Dotierung von 500.000 Euro wird mit Edenhofer zur Hälfte geteilt.[56]